# Lista de línguas em extinção
veja agora as linguas que podem ou vão desaparecer:

## Extintas
Angola
- Kede
- Kwadi
- Kwisi

 Argentina
- Gününa Küne
- Ona
- Vilela

 Austrália
- Dungidjau
- Gaagudju
- Kurtjar
- Marrgu
- Ngarla
- Yir Yoront

 Azerbaijão
- Kilit

 Bolívia
- Apolista
- Canichana
- Uru

 Botswana
- Deti

 Brasil
- Amanayé
- Arapáso
- Huitoto
- Krenjê
- Máku
- Múra
- Nukuiní
- Torá
- Umutina
- Urupá
- Xakriabá
- Yurutí

 Camarões
- Duli
- Gey
- Nagumi
- Ngong

 Canadá
- Pentlatch
- Tsetsaut

 Chade
- Berakou
- Horo

 Chile
- Atacamenho

 China
- Ongkor Solon

 Colômbia
- Carabayo
- Macaguaje
- Opon-Carare
- Pijao

 Costa do Marfim
- Eotile
- Tonjon

 República Democrática do Congo
- Li-Ngbee

 Equador
- Andoa
- Tetete

 Egito
- Coptico

 El Salvador
- Lenca

 Estados Unidos
- Abenaki Ocidental
- Abenaki Oriental
- Antoniano
- Arapaho
- Atsugewi
- Barbarenho
- Catawba
- Cayuga (Oklahoma)
- Cayuse
- Central Kalapuyan
- Chiwere
- Cowlitz
- Cupenho
- Eel River Atabascano
- Hanis
- Huron-Wyandot
- Inesenho
- Kansa
- Kato
- Klamath-Modoc
- Konomihu
- Lipan
- Mattole
- Miguelenho
- Molala
- Natchez
- New River Shasta
- Nisenan
- Nooksack
- Obispenho
- Pomo Nordeste
- Pomo Oriental
- Pomo Sudeste
- Purisimenho
- Quapaw
- Quileute
- Quinault
- Siuslaw
- Tillamook
- Túnica
- Tututni
- Twana
- Unami
- Upper Chehalis
- Upper Umpqua
- Venturenho
- Wappo
- Wiyot
- Yuki

 Alaska
- Eyak

 Taiwan
- Babuza
- Basay
- Hoanya
- Ketangalan
- Kulun
- Papora
- Siraiya
- Taokas

 Etiópia
- Gafat
- Ge'ez
- Qwarenya

 Rússia
- Ainu (Kuril)
- Ainu (Sakhalin)
- Arman
- carelio
- Kamas
- Kamas Turk
- Kerek
- Old Sirenik
- Khanty do sul
- Mansi do sul
- Soyot
- Ubykh (Caucasus)
- Mansi do ocidente
- Yug
- Karaim (Crimeia)

 Filipinas
- Dicamay Agta
- Katabaga

 Gana
- Baga Kalem

 Honduras
- Lenca

 Índia
- Ahom
- Andro
- Rangkas
- Sengmai
- Tolcha

 Indonésia
- Hukumina
- Kayeli
- Liliali
- Mapia
- Moksela
- Naka'ela
- Nila (Ilha de Nila)
- Palumata
- Piru
- Tandia
- Te'un (Ilha de Te'un)
- Tobada'

 Irão
- Hulaula (Irã)
- Lishan Didan (Irã)

 Iraque
- Barzani judeu neo-aramaico
- Lishanid Noshan
- Lishana Deni

 Quênia
- Elmolo
- Kinare
- Kore
- Lorkoti
- Sogoo
- Yaaku

 Malásia
- Kenaboi
- Orang Kanaq
- Seru

 Marrocos
- Judaico-berbere (Marrocos)
- Sanhaja de Srair
- Tamaziguete

 Myanmar
- Hpun
- Malin
- Pyu
- Taman

 Nepal
- Dura

 Nicarágua
- Cacaopera
- Matagalpa
- Subtiaba

 Nigéria
- Odut
- Zeem

 Nova Caledônia
- Sishee

 Papua-Nova Guiné
- Aribwatsa
- Bina
- Getmata
- Kaniet
- Karami
- Lae
- Mahigi
- Mulaha
- Uruava
- Yoba

 Peru
- Cholon
- Culle
- Mochica
- Panobo
- Yameo

 Polónia
- Eslovinciano

 Reino Unido
- Alderney Francês

 Síria
- Mlahso (Syria)

 Tanzânia
- Aasax
- Kw'adza

 Ilhas Salomão
- Dororo
- Kazukuru
- Laghu

 Sudão
- Baygo
- Berti
- Birgid
- Gule
- Homa
- Togoyo

 Tailândia
- Phalok

 Togo
- Boro

 Tunísia
- Sened

 Turquia
- Grego Cappadociano (Turquia)
- Mlahso (Turquia)
- Ubykh (Turquia)

 Uganda
- Napore
- Nyang'i
- Singa

 Vanuatu
- Aore
- Ifo
- Maragus